# 靖边站
靖边站，位于中华人民共和国陕西省榆林市靖边县，是太中银铁路上的火车站，于2011年1月11日启用营运，由西安铁路局韩城车务段管辖。

## 車站周邊
- 青银高速公路
- 靖边八小
- 靖边宝龙大酒店

## 歷史
- 2011年1月11日通车启用。[3]

## 外部連結
- 中国铁路客户服务中心（页面存档备份，存于）